# 電気通信科
電気通信科（でんきつうしんか）は、電気通信などの基本的な知識と技術を修得させる学科。工業科の専門科目のうち、「電気基礎」、「電気機器」、「電子機器」、「通信技術」、「電気実習」などを中心に学習し、通信設備等の基礎基本を学ぶ。
電気通信事業法等の法律に基づき、電気通信主任技術者の資格等が取得できる。